# Mandritsara (Mandritsara)
Mandritsara è un comune urbano (kaominina) del Madagascar, situato nella Regione di Sofia.